# Spatulina sinensis
Spatulina sinensis är en tvåvingeart som beskrevs av Yang, Yang och Akira Nagatomi 1997. Spatulina sinensis ingår i släktet Spatulina och familjen snäppflugor. Inga underarter finns listade i Catalogue of Life.